# Nanqi Gaodi
Keizer Nanqi Gaodi of Xiao Daocheng (蕭道成) (persoonlijke naam) was stichter van de Zuidelijke Qi-dynastie en was keizer van China van 479 tot 482.

## Biografie
Xiao Daocheng werd geboren in 427 en zoals zijn vader, Xiao Chengzhi (蕭承之), had hij een militaire carrière. Zijn opmars begon bij de moord op keizer Liu Ziye in 466. Er brak een troonstrijd uit tussen de oom van Liu Ziye, Liu Song Mingdi en de broer van Liu Ziye, Liu Zixun. Xiao Daocheng koos de kant van Mingdi, die als overwinnaar uit de strijd kwam. Alhoewel Xiao Daocheng dicht bij de zon stond, werd hij niet vertrouwd.
In 472 stierf keizer Mingdi en werd hij opgevolgd door zijn negenjarige zoon, Liu Song Houfeidi. Opnieuw ontstond er een gevecht onder de hooggeplaatsten om de post van regent. Xiao Daocheng kwam als sterkste man uit de strijd. In 477 werd keizer Houfeidi veertien jaar en meerderjarig. De keizer werd steeds impulsiever en gewelddadiger. Zo wordt verteld dat hij vaak met zijn bewakers buiten het paleis ronddwaalde en alle mensen of dieren die ze tegenkwamen, vermoorden. Op zekere dag was ook Xiao Daocheng letterlijk de schietschijf voor keizer Houfeidi. Hij wou weten of hij de navel van Xiao zou kunnen treffen met een pijl. Na dit incident, die Xiao overleefde, liet hij keizer Houfeidi uit de weg ruimen en verving hem door zijn tienjarige broer Liu Song Shundi (477-479). 
In de twee jaar die volgden, trok Xiao Daocheng alle macht naar zich toe en zij die hem in weg stonden, schakelde hij uit. In 479 riep hij zichzelf uit tot keizer, dit betekende het einde van de Liu Song-dynastie en het begin van de Zuidelijke Qi-dynastie (479-502).
Als keizer had hij een hekel aan verspilling en luxe, soberheid was zijn levensstijl. Hij startte met het bouwen van een muur rond de hoofdstad Jiankang en versterkte zijn leger tegen invallen van de Noordelijke Wei.
In de lente van 482 stierf keizer Nanqi Gaodi, hij werd opgevolgd door zijn zoon Nanqi Wudi.